# Aranytükrös ausztrálfakusz
Az aranytükrös ausztrálfakusz vagy aranytükrös földifakusz (Climacteris affinis) a madarak osztályának verébalakúak (Passeriformes) rendjébe és az ausztrálfakusz-félék (Climacteridae) családjába tartozó faj.

## Rendszerezése
A fajt Edward Blyth angol zoológus írta le 1864-ben.

## Alfajai
- Climacteris affinis affinis Blyth, 1864
- Climacteris affinis superciliosus North, 1895[2]

## Előfordulása
Ausztrália belső területein honos. A természetes élőhelye szubtrópusi és trópusi száraz cserjések és szavannák. Állandó, nem vonuló faj.

## Megjelenése
Testhossza 14–16 centiméter, testtömege 21 gramm.
|  |

## Életmódja
A fákon, de inkább a talajon keresgéli, főleg hangyákból álló táplálékát.

## Szaporodása
A talaj közelében, fák üregébe készíti fészkét.